# Mark Galeotti
Mark Galeotti es un escritor y profesor universitario británico especializado en el crimen organizado transnacional y en asuntos de seguridad y política rusos. 

## Biografía
Nacido en Reino Unido en 1965, estudió en Robinson College, de la Universidad de Cambridge, y en la Escuela de Economía de Londres, donde en 1992 finalizó su doctorado sobre el impacto de la guerra afgana en la Unión Soviética.
Galeotti es profesor de la UCL School of Slavonic and East European Studies, del Royal United Services Institute, e investigador del Instituto de Relaciones Internacionales de Praga. Fundó la revista Global Crime y escribe en publicaciones especializadas y medios de comunicación generalistas como The Guardian.

## Trayectoria
Ha publicado varios libros sobre aspectos históricos y de actualidad de las políticas de seguridad en Rusia, y dirige su propia consultora, Mayak INtelligence.

## Libros
- The weaponization of everything. A field guide to the new way of war. Yale University Press. 2022.
- Armies of the Russian-Ukrainian War. Londres, Osprey, 2019.
- We Need to Talk About Putin. Londres, Osprey, 2019.[4]
- Russian Political Warfare: moving beyond the hybrid. Londres, Routledge, 2019.
- Kulikovo 1380: the battle that made Russia. Londres, Osprey, 2019.
- The Vory: Russia’s super mafia. Londres, Yale University Press, 2018.[5]
- The Modern Russian Army, 1992-2016. Londres, Osprey, 2017.
- Hybrid War or Gibridnaya Voina? Getting Russia’s non-linear military challenge right. Praga, Mayak, 2016.
- Spetsnaz: Russia’s special forces. Londres, Osprey, 2015.
- Russia’s Chechen Wars. Londres, Osprey, 2014.
- Russian Security and Paramilitary Forces since 1991. Londres, Osprey, 2013.
- Paths of Wickedness and Crime: the underworlds of the Renaissance Italian city. Nueva York, Gonfalone, 2012.
- The Politics of Security in Modern Russia (editor). Londres, Ashgate, 2010.[6]
- Organized Crime in History (editor). Londres, Routledge, 2009.
- Global Crime Today: the changing face of organised crime (editor). Londres, Routledge, 2005.[7]
- Criminal Russia: a sourcebook and coursebook on 150 years of crime, corruption & policing. Keele, ORECRU, 2003.
- Russian and Post-Soviet Organized Crime (editor). Londres, Ashgate, 2002.
- Putin's Russia (editor, en colaboración con Ian Synge). Londres, Jane's, 2002.
- Gorbachev and his Revolution. Basingstoke, Macmillan, 1997.
- Jane’s Sentinel: Russia. Coulsdon, Jane’s, 1997.
- Unstable Russia. Coulsdon, Jane’s, 1996.
- The Age of Anxiety. Security and Politics in Soviet and Post-Soviet Russia. Harlow, Longman Higher Academic, 1995.
- Afghanistan: the Soviet Union's last war. Londres, Frank Cass, 1995.[8]
- The Kremlin's Agenda. Coulsdon, Jane’s Information Group, 1995.